# Баскаки (Шемуршинський район)
Баскаки́ (рос. Баскаки, чув. Баскак) — селище у складі Шемуршинського району Чувашії, Росія. Входить до складу Шемуршинського сільського поселення.
Населення — 39 особи (2010; 41 у 2002).
Національний склад:
- татари — 49 %
- чуваші — 27 %